# Floydada
Floydada is een plaats (city) in de Amerikaanse staat Texas, en valt bestuurlijk gezien onder Floyd County.

## Demografie
Bij de volkstelling in 2000 werd het aantal inwoners vastgesteld op 3676.
In 2006 is het aantal inwoners door het United States Census Bureau geschat op 3257, een daling van 419 (-11,4%).

## Geografie
Volgens het United States Census Bureau beslaat de plaats een oppervlakte van
5,3 km², geheel bestaande uit land. Floydada ligt op ongeveer 970 m boven zeeniveau.

## Plaatsen in de nabije omgeving
De onderstaande figuur toont nabijgelegen plaatsen in een straal van 40 km rond Floydada.

## Geboren in Floydada
- Don Williams (1939-2017), countryzanger